# 莫雷斯 (萨拉戈萨省)
莫雷斯，是西班牙阿拉贡自治区萨拉戈萨省的一个市镇。 总面积22平方公里，总人口459人（2001年），人口密度21人/平方公里。